# Ведучі
Ведучі (рос. Ведучи) — село в Ітум-Калінському районі Чечні Російської Федерації.
Населення становить 498 осіб (2019). Входить до складу муніципального утворення Ведучинське сільське поселення.

## Історія
Згідно із законом від 20 лютого 2009 року органом місцевого самоврядування є Ведучинське сільське поселення.

## Населення
| 1990 | 2002 | 2010 | 2012 | 2013 | 2014 | 2015 |
| ---- | ---- | ---- | ---- | ---- | ---- | ---- |
| 143  | ↗375 | ↗384 | ↗411 | ↗431 | ↗455 | ↗471 |
| 2016 | 2017 | 2018 | 2019 |      |      |      |
| ↗484 | ↗490 | ↗491 | ↗498 |      |      |      |